# Dossiê Jango
Dossiê Jango é um documentário brasileiro de 2013, escrito e dirigido por Paulo Henrique Fontenelle. Ele foi lançado nos cinemas brasileiros em 5 de julho de 2013.

## Sinopse
João Goulart havia sido eleito democraticamente presidente do Brasil, mas foi expulso do cargo após o golpe de Estado de 1 de abril de 1964. Depois do fato, o ex-presidente se refugiou na Argentina, onde morreu em 1976,  quando estava planejando voltar ao Brasil. Imediatamente após a morte de João, ele foi enterrado, assim deixando as circunstâncias de sua morte no país vizinho sem muitas explicações até atualmente. Hoje em dia, acredita-se que foi um assassinato premeditado. Dossiê Jango traz o assunto de volta à tona e tenta esclarecer publicamente alguns fatos obscuros da história do Brasil.

## Elenco
- Flávio Tavares[2]
- Zelito Viana
- Luiz Carlos Barreto
- Carlos Lyra
- Ferreira Gullar
- Leonel Brizola
- Carlos Heitor Cony
- Miguel Arraes
- João Vicente Goulart

## Produção
O documentário surgiu de uma ideia do cineasta Roberto  Farias de fazer um filme de ficção baseado na história do ex-presidente - o projeto está em fase de pré-produção. Em paralelo, foi realizado o documentário Dossiê Jango. As filmagens e pesquisa aconteceram durante três anos, para reunir documentos e depoimentos. No Uruguai, foram descobertos documentos da polícia uruguaia nunca revelados no Brasil.

## Recepção
Francisco Russo do site AdoroCinema avaliou o filme com 3.5 de 5 estrelas e escreveu no site que ele "necessário para todos aqueles que desejam entender melhor o porquê do Brasil ser do jeito que é hoje. Trata-se de um relato consistente e abrangente sobre a turbulência política vivenciada pelo país na década de 1960 e o quão crucial foi a influência estrangeira para que o golpe militar realmente acontecesse e perdurasse por tantos anos". "Embora esteticamente pouco ousado, o filme de Paulo Henrique Fontenelle revela uma matéria-prima digna de filme policial [...] Trata-se de um filme que nos ajuda a refletir sobre o momento em que vivemos e a entender melhor os movimentos da nossa história recente" posicionou-se o crítico Consuelo Lins de O Globo.
Carlos Alberto Mattos de Críticos.com elogiou a narrativa do filme, que segundo crítico "sidera a atenção do espectador como num bom thriller." Carlos Alberto também relatou que "ao mesmo tempo, o filme é um chamado à responsabilidade de quem trabalha com a restauração da verdade em nossa História recente". Dossiê Jango levou o prêmio de melhor documentário do Júri Popular no Festival do Rio 2012 e o de melhor longa-metragem do Júri Popular na Mostra Tiradentes 2013.